# Гринап (Илиноис)
Гринап (енгл. Greenup) град је у америчкој савезној држави Илиноис.

## Демографија
По попису из 2010. године број становника је 1.513, што је 19 (-1,2%) становника мање него 2000. године.
| Група             | 2000.         | 2010.         |
| Белци             | 1.509 (98,5%) | 1.491 (98,5%) |
| Афроамериканци    | 1 (0,1%)      | 3 (0,2%)      |
| Азијати           | 3 (0,2%)      | 4 (0,3%)      |
| Хиспаноамериканци | 4 (0,3%)      | 7 (0,5%)      |
| Укупно            | 1.532         | 1.513         |